# هاري وودز (لاعب كرة قدم)
هاري وودز (بالإنجليزية: Harry Woods)‏ (14 مارس 1894 - ) هو لاعب كرة قدم بريطاني (وحمل سابقاً جنسية المملكة المتحدة لبريطانيا العظمى وأيرلندا) في مركز الهجوم. لعب مع نادي أرسنال ونادي لوتون تاون.